# Devonkalkgebiet bei Elbingerode und Rübeland
Das Devonkalkgebiet bei Elbingerode und Rübeland ist ein FFH-Gebiet in den Städten Oberharz am Brocken und Blankenburg (Harz) im Landkreis Harz in Sachsen-Anhalt.

## Allgemeines
Das FFH-Gebiet ist circa 434 Hektar groß (beim Bundesamt für Naturschutz ist die Größe mit 424 Hektar angegeben). Es überschneidet sich mit dem Landschaftsschutzgebiet „Harz und nördliches Harzvorland“ und umfasst die Naturdenkmale „Galgenberg“, „Bolenkopf und Schwefeltal“ und „Kreuztal“. Es ist durch die Landesverordnung zur Unterschutzstellung der Natura 2000-Gebiete im Land Sachsen-Anhalt (N2000-LVO LSA) seit dem 21. Dezember 2018 rechtlich gesichert. Zuständige untere Naturschutzbehörde ist der Landkreis Harz.

## Beschreibung
Das aus zwei Teilflächen bestehende FFH-Gebiet liegt nordöstlich und südöstlich der Stadt Elbingerode (Harz) im Naturpark Harz/Sachsen-Anhalt. Beide Teilflächen umfassen Wiesenkomplexe, die südliche Teilfläche auch zum Teil steil zur Bode abfallende, bewaldete Hänge des Schmiedeberges.
Die Wiesenkomplexe sind als Mähwiesen in der Ausprägung Berg-Mähwiesen, Kalktrockenrasen und teilweise auch Borstgrasrasen oder Flachland-Mähwiesen ausgebildet. Die Berg-Mähwiesen sind artenreich ausgebildet. Hier siedeln unter anderem Abgebissene Pippau, Bergklee, Echte Betonie, Perückenflockenblume, Kugelige Teufelskralle, Arnika, Brandknabenkraut und Grüne Hohlzunge. Auf Kalktrockenrasen siedeln unter anderem Wiesenkuhschelle, Großes Windröschen, Wiesenvermeinkraut, Fransenenzian, Deutscher Enzian und Orchideenarten, darunter Stattliches Knabenkraut. Auf Borstgrasrasen sind unter anderem Gewöhnliche Kreuzblume und Hundsveilchen, auf Flachland-Mähwiesen Gemeiner Frauenmantel, Ruchgras und Gemeines Zittergras zu finden.
An Felskuppen und auf Felsbändern siedeln Steinquendel, Quendelsandkraut, Scharfer Mauerpfeffer und Traubengamander, an Felsen und auf Kalkschutthalden auch Felsspaltenvegetation mit Schmalblättrigem Hohlzahn, Schwalbenwurz und Ruprechtsfarn.
Die bewaldeten Hänge des Schmiedeberges werden im oberen Hangbereich von Buchenwäldern eingenommen. In der Krautschicht siedeln unter anderem Leberblümchen und Seidelbast. An den steilen Unterhängen stocken in erster Linie Schlucht- und Hangmischwälder mit Silberblatt, Geflecktem Aronstab, Hohlem Lerchensporn, Großblütigem Fingerhut, Christophskraut, Gelbem Eisenhut und Straußblütiger Wucherblume in der Krautschicht. Im Gebiet kommen auch touristisch nicht erschlossene Höhlen vor. Auch die Baumannshöhle liegt im FFH-Gebiet. Sie ist als älteste Schauhöhle Deutschlands allerdings touristisch erschlossen.
Das Gebiet ist Lebensraum von Luchs und Wildkatze sowie verschiedenen Fledermausarten, darunter Großes Mausohr, Große und Kleine Bartfledermaus, Bechsteinfledermaus und Nordfledermaus. Die Fledermäuse nutzen teilweise die Höhlen als Winterquartier. Trockenrasen und Kalkfelsen sind Lebensraum unter anderem von Zauneidechse und Schlingnatter.
Die nördliche Teilfläche des FFH-Gebietes grenzt nach Norden vielfach an bewaldete Flächen, nach Süden teilweise an die Ortslage von Elbingerode (Harz) sowie an einen östlich von Elbingerode (Harz) liegenden Kalksteinbruch. Sie wird von der Bundesstraße 244 gequert. Die südliche Teilfläche grenzt unter anderem an die Ortslage von Rübeland sowie an die Bundesstraße 27, die sie im östlichen Bereich auch quert, ebenso wie die Bahnstrecke der Rübelandbahn. Nach Norden grenzt diese Teilfläche größtenteils an Wiesenbereiche.